# Garczynski-Nunatak
Der Garczynski-Nunatak ist ein kegelförmiger Nunatak im westantarktischen Marie-Byrd-Land. In der Wisconsin Range der Horlick Mountains ragt er als höchster einer Gruppe von Nunatakkern auf, die sich westlich des Mount Brecher an der Nordflanke des Quonset-Gletschers aufreihen.
Der United States Geological Survey kartierte ihn anhand eigener Vermessungen und mithilfe von Luftaufnahmen der United States Navy aus den Jahren von 1959 bis 1960. Das Advisory Committee on Antarctic Names benannte ihn 1962 nach Carl J. Garczynski (* 1936), Meteorologe auf der Byrd-Station im antarktischen Winter 1961.